# 47NEWS
47NEWS（日语：／）是日本的地方報章聯合網站，刊載全国52間報社及共同通信的新聞。運營主体為株式会社全国新聞網（日语：／，Press Net Japan Co.,Ltd.），與共同通信社總部同在汐留媒體塔內。参加報社均為共同通信社的加盟社或契約社。
「47NEWS」中的「47」，代表日本有47個都道府縣。
網站服務開始於2006年12月，旨在提升各地方報社對日本全国的資訊影響力。参加報章中有營業地域重複的報社（如中日新聞社與岐阜新聞社、伊勢新聞社、静岡新聞社），亦有同一報社發行的不同報章，不過北國新聞社發行的富山新聞及新日本海新聞社發行的大阪日日新聞就未有参加。
網站初期配有新聞報道互動地圖，可操作地圖獲取報道。2008年4月改版，增設欄目刊載各社專欄文章，並開始提供Web Widget。
共同社提供的報道連結至集團企業nordot株式会社的域名this.kiji.is。

## 47NEWS参加社

### 現時参加的報社
- 北海道新聞（北海道新聞社）
- 室蘭民報
- 河北新報（河北新報社）
- 東奥日報
- Daily東北
- 秋田魁新報
- 山形新聞
- 岩手日報
- 福島民報
- 福島民友
- 產業經濟新聞（產業經濟新聞社）
- 日本經濟新聞（日本經濟新聞社）
- 日本時報
- 下野新聞
- 茨城新聞
- 上毛新聞
- 千葉日報
- 東京新聞（中日新聞東京本社）
- 神奈川新聞
- 埼玉新聞

- 山梨日日新聞
- 信濃每日新聞
- 新潟日報（新潟日報社）
- 中日新聞（中日新聞社）
- 中部經濟新聞（中部經濟新聞社）
- 伊勢新聞
- 静岡新聞
- 岐阜新聞
- 北日本新聞
- 北國新聞
- 福井新聞
- 京都新聞
- 神戶新聞（神戶新聞社）
- 奈良新聞
- 紀伊民報
- 山陽新聞
- 中国新聞（中国新聞社）
- 日本海新聞（新日本海新聞社）
- 山口新聞（港山口合同新聞社）
- 山陰中央新報

- 四国新聞
- 愛媛新聞
- 德島新聞
- 高知新聞
- 西日本新聞（西日本新聞社）
- 大分合同新聞
- 宮崎日日新聞
- 長崎新聞
- 佐賀新聞
- 熊本日日新聞
- 南日本新聞
- 沖繩時報
- 琉球新報
- 共同通信

### 曾經参加的報社
- 名古屋Times - 2008年10月31日後停刊

## 脚注

### 註解
1. 1 2  2006年9月15日，由全国報章及地方報章等47間報社集資成立的株式会社，本網站同年設立[1]

## 外部連結
- 47NEWS 網站（页面存档备份，存于）
- 47SPORTS 網站（页面存档备份，存于）
- 全国新聞網（页面存档备份，存于）